# Test di Wingate
Il test ergonometrico (noto anche come test anaerobico ergonometrico (WAnT) ) è un test da sforzo anaerobico, più spesso eseguito su una bicicletta stazionaria, che misura la potenza anaerobica di picco e la capacità anaerobica. Il test, che può essere eseguito anche su un ergometro a manovella, consiste in un tempo prefissato di pedalata alla massima velocità contro una data resistenza. Il test prototipo basato sul test di Cumming è stato introdotto nel 1974, presso il Wingate Institute e ha subito modifiche col passare del tempo. Il test Wingate è stato utilizzato anche come base per progettare nuovi test sulla stessa linea, e altri che utilizzano la corsa come esercizio invece del ciclismo. È stato dimostrato che il test dell'intervallo di sprint simile alla costruzione del test Wingate aumenta le prestazioni sia aerobiche che anaerobiche.
Il Wingate Test è stato sviluppato presso il Wingate Institute in Israele negli anni '70.

## Validità
Per determinare la validità della procedura di test, è necessario testare il protocollo rispetto a un " gold standard " attendibile per ottenere valori "veri". Nei casi in cui esiste un tale standard, come la pesatura idrostatica per determinare la composizione corporea, questo è facile. Non esiste tuttavia un protocollo standard per la determinazione della capacità o della potenza anaerobica. A causa di questo problema, il test Wingate è stato invece confrontato con le prestazioni sportive, la specialità sportiva e i risultati di laboratorio. Questi confronti hanno determinato che il test Wingate sta misurando ciò che afferma di misurare ed è un buon indicatore di queste misurazioni. Altri riferimenti ne mettono in dubbio la validità perché il metodo usuale per calcolare la resistenza di una fascia frenante caricata con pesi non tiene conto di tutti gli aspetti della teoria del freno a fune e sovrastima la forza effettiva del 12-15%.

## Applicazione
Si ritiene che il test Wingate mostri due cose: potenza anaerobica massima e capacità anaerobica. Questi due valori sono stati segnalati come fattori importanti negli sport con sforzi rapidi e a tutto campo. Gli eventi di sprint brevi fanno molto affidamento sui percorsi energetici anaerobici durante l'esecuzione, il che porta a ipotizzare che una maggiore prestazione in un test Wingate possa predire il successo in questi eventi. Ciò non è stato dimostrato e la teoria più applicabile sarebbe che i miglioramenti nei punteggi di Wingate potrebbero prevedere miglioramenti nei tempi di sprint.

## Varianti
Il test Wingate ha subito molte variazioni sin dal suo inizio negli anni '70. Molti ricercatori hanno utilizzato un Wingate di 30 secondi, mentre altri hanno allungato la durata a 60 secondi o addirittura a 120 secondi. Lo scopo principale di questa alterazione è quello di sollecitare maggiormente sia il sistema energetico alattico che quello anaerobico lattico, che sono la principale fonte di energia per i primi due minuti di esercizio.
Un'altra modifica apportata è la ripetizione dei test Wingate. Nella letteratura corrente, questo test è stato ripetuto quattro, cinque o anche sei volte in una sessione di test. La ripetizione del test Wingate durante le sessioni di allenamento può aumentare la potenza e la capacità aerobica, nonché la massima capacità aerobica.
L'ultima modifica comune è il carico di lavoro durante il test. Il test di Wingate originale utilizzava un carico di 0,075 kp  per kg di peso corporeo del soggetto. Poiché si trattava di soggetti giovani, alcuni suggeriscono che i soggetti adulti dovrebbero utilizzare carichi di lavoro più elevati e sono stati utilizzati diversi carichi. Katch et al. hanno utilizzato carichi di lavoro di 0,053, 0,067 e 0,080 kp per kg di peso corporeo, mentre altri ricercatori hanno aumentato il carico di lavoro fino a 0,098 kp per kg di peso corporeo. Il vantaggio di aumentare il carico di lavoro può mostrare un valore maggiore, e quindi più rappresentativo, per il picco di potenza negli atleti collegiali. Il carico di lavoro può essere modificato, ma il test di Wingate standard utilizza ancora il carico di lavoro originale.

## Procedura dei Test
Prima che il soggetto inizi il test Wingate, in genere esegue un riscaldamento a bassa resistenza per almeno cinque minuti per ridurre al minimo il rischio di lesioni. Durante il riscaldamento il soggetto generalmente completa due o tre "sprint" di 15 secondi per assicurarsi di essere abituato al movimento veloce prima dell'inizio del test. Al termine del riscaldamento il soggetto deve riposare per un minuto, dopodiché inizia il test. Il soggetto riceve un conto alla rovescia di cinque secondi fino all'inizio del test, durante il quale pedala il più velocemente possibile. All'inizio del test, il carico di lavoro diminuisce istantaneamente (entro tre secondi se si utilizza un ergometro meccanico) e il soggetto continua a pedalare velocemente per 30 secondi.
Un ergometro con freno elettromagnetico generalmente raccoglie e visualizza i dati attraverso un computer. Con un ergometro meccanico, il ricercatore deve contare e registrare il numero di giri pedalati per ogni intervallo di cinque secondi durante il test, quindi determinare i dati di potenza. Al completamento del test, il soggetto dovrebbe pedalare contro una bassa resistenza in una fase di defaticamento.
Il test di Wingate può essere eseguito su diversi tipi di ergometri per biciclette, che possono essere controllati con freni meccanici o elettromagnetici. Se si utilizza un ergometro con sistema frenante elettromagnetico, questo deve essere in grado di applicare una resistenza costante. L'ergometro più utilizzato al mondo è il Monark 894E Wingate.

## Calcoli rilevanti
Potenza di picco (PP)
Idealmente misurato entro i primi 5 sec del test, ed è calcolato da:
{\displaystyle P={\tfrac {F\times d}{t}}}
dove t è il tempo in secondi. Su un ergometro con freni meccanici la forza è la resistenza (kg) sommata al volano, mentre la distanza è:
{\displaystyle d=revolutions\times d_{f}}
Dove {\displaystyle d_{f}} è la distanza attorno al volano (misurata in metri). I valori di potenza di picco sono forniti su un computer con ergometri frenati elettromagneticamente. La potenza è espressa in Watt (W).
Potenza di picco relativa (PPR)
Ciò consente confronti tra persone di diverse dimensioni e masse corporee ed è calcolato da:
{\displaystyle RPP={\tfrac {PP}{BW}}}
dove BW è il peso corporeo.
Fatica anaerobica (FA)
La fatica anaerobica mostra la percentuale di potenza persa dall'inizio alla fine del Wingate. Questo è calcolato da:
{\displaystyle AF={\tfrac {PP-LP}{PP}}}
dove PP è la potenza di picco e LP è la potenza minima.
Capacità anaerobica (CA)
La capacità anaerobica è il lavoro totale completato durante la durata del test.
{\displaystyle \sum _{i=0}^{n}P_{i}} dove {\displaystyle P_{i}} è la potenza in qualsiasi punto a partire dall'inizio del test (i) fino alla fine (n).

## Considerazioni sui test
Le variazioni diurne si verificano all'interno del corpo in molte forme, come i livelli ormonali e la coordinazione motoria, quindi è importante considerare quali effetti possono diventare evidenti nel test Wingate. Studi recenti hanno confermato che i ritmi circadiani possono alterare in modo significativo la potenza di picco durante un test Wingate. Secondo questi studi, un test Wingate al mattino presto suscita valori di potenza di picco significativamente inferiori rispetto a un test Wingate nel tardo pomeriggio o alla sera.
Come in ogni sforzo fisico, diversi fattori esterni possono svolgere un ruolo nelle prestazioni di Wingate. La motivazione è presente in quasi tutti gli eventi sportivi e alcuni credono che possa migliorare le prestazioni. Non è stato dimostrato che la motivazione cognitiva influenzi le prestazioni di Wingate; la motivazione emotiva, tuttavia, è stata trovata per migliorare le valutazioni di potenza di picco. Si suggerisce quindi che tutti i fattori esterni che coinvolgono le emozioni siano standardizzati, se possibile, negli ambienti di test Wingate.
Un altro importante fattore esterno è il riscaldamento. Secondo alcune pubblicazioni, un riscaldamento intermittente di 15 minuti ha migliorato la potenza media del 7% senza avere alcun impatto sui valori di picco. Questi risultati suggeriscono che il riscaldamento è un fattore non importante nei livelli di potenza di picco, ma se la potenza media è la variabile di interesse è importante standardizzare il riscaldamento.
Poiché il test di Wingate sottolinea i sistemi metabolici anaerobici, il pre-test del consumo di glucosio può essere un altro fattore influente. I sistemi energetici anaerobici utilizzano il glucosio come fonte di energia primaria e una maggiore quantità di glucosio disponibile potrebbe influenzare la potenza erogata su brevi intervalli. Pertanto, il consumo di glucosio prima del test dovrebbe essere standardizzato tra tutti i partecipanti.
La frequenza di campionamento può influire notevolmente sui valori ottenuti per la potenza di picco e media. Le frequenze di campionamento coerenti con un test standard dell'ergometro meccanico mostrano valori di potenza di picco e media significativamente inferiori rispetto a un test con frequenze di campionamento molto più elevate nei feed di dati del computer. Inoltre, i test che utilizzano frequenze di campionamento basse (< 2 Hz) tendono ad essere meno coerenti rispetto ai test con frequenze di campionamento elevate. Ciò suggerisce che una frequenza di campionamento di almeno 5 Hz (0,2 sec) fornisce i risultati più accurati.

## Altri usi
Il test Wingate può essere utilizzato anche in casi di allenamento, specialmente nei ciclisti. In molte gare, i ciclisti finiscono la gara con uno sprint. Questo sforzo massimo sottolinea i percorsi energetici anaerobici. Come Hazell et al. hanno dimostrato che l'allenamento in questo modo può aumentare le prestazioni aerobiche e anaerobiche. Poiché questo metodo può aumentare le prestazioni anaerobiche, molti atleti di ciclismo hanno iniziato a utilizzare ripetuti intervalli di sprint, come il test Wingate, come dispositivi di allenamento per aumentare le prestazioni nella parte finale della gara. Questi test Wingate possono essere una versione leggermente modificata del test standard descritto sopra.